# ميخائيل أثيرتون
ميخائيل أثيرتون (بالإنجليزية: Michael Atherton)‏ هو ملحن أسترالي، ولد في 17 فبراير 1950.

## وصلات خارجية
- الموقع الرسمي
- ميخائيل أثيرتون على موقع IMDb (الإنجليزية)
- ميخائيل أثيرتون على موقع ميوزك برينز (الإنجليزية)
- ميخائيل أثيرتون على موقع أول ميوزيك (الإنجليزية)
- ميخائيل أثيرتون على موقع ديسكوغز (الإنجليزية)